# 米倉恆貴
米倉恆貴（1988年5月17日—），日本足球運動員，現效力日乙球隊千葉市原，前日本國家足球隊成員。

## 俱樂部生涯
米仓恒贵2007年从八千代高中毕业后加盟千叶市原。原本是右边前卫，但今年改打右边后卫，攻守兼备，是千叶不可或缺的核心球员。
日乙千叶市原官方宣布后卫米仓恒贵加盟日职升班马大阪飞脚。
大阪飞脚中场米仓恒贵在3月27日的训练中受伤，经诊断后确认为右膝内侧侧部副韧带损伤，休战时间暂时未知。
大阪飞脚后卫米仓恒贵时隔5年半回到千叶市原，其以租借身份加盟，根据租借回避条款，千叶若与飞脚对战米仓恒贵将没有出战资格。

## 國家隊生涯
大阪飞脚中场米仓恒贵曾入选过日本国家队参加在武汉举行的2015年东亚杯。
2015年8月27日，日本足协公布了备战2018年世界杯亚洲区预选赛的日本队23人名单，米仓恒贵在东亚杯的表现让他再次入选国家队。

## 外部連結
- National Football Teams （页面存档备份，存于）
- 日本職業足球聯賽中的米倉恆貴 （日語）
- ガンバ大阪による公式プロフィール